# ديميتار ايفانوف
ديميتار ايفانوف (بالبلغارية: Димитър Иванов)‏ (7 أكتوبر 1970 في بلغاريا - ) هو لاعب كرة قدم بلغاري في مركز الهجوم. شارك مع منتخب بلغاريا لكرة القدم. أما مع النوادي، فقد لعب مع سسكا صوفيا ونادي بوتيف بلوفديف وFC Chirpan ‏ وFC Rozova Dolina Kazanlak ‏.

## وصلات خارجية
- ديميتار ايفانوف على موقع دوري كوريا الجنوبية (الإنجليزية)
- ديميتار ايفانوف على موقع قاعدة بيانات كرة القدم.إي يو (الإنجليزية)
- ديميتار ايفانوف على موقع Soccerway.com (الإنجليزية)